# Campeonato Mundial de Baloncesto de 1974
El VII Campeonato mundial de baloncesto de 1974 organizado por la Federación Internacional de Baloncesto se celebró en San Juan, Caguas y Ponce en Puerto Rico entre el 3 y el 14 de julio de 1974. Participaron 14 selecciones.

## Países participantes
| América                                                        | Asia      | Europa                                           | Oceanía   | África                   |
| -------------------------------------------------------------- | --------- | ------------------------------------------------ | --------- | ------------------------ |
| Canadá Cuba Brasil Estados Unidos Puerto Rico Argentina México | Filipinas | Checoslovaquia España Unión Soviética Yugoslavia | Australia | República Centroafricana |

## Clasificación final
| Po. | Equipo                   |
| --- | ------------------------ |
| 1   | Unión Soviética          |
| 2   | Yugoslavia               |
| 3   | Estados Unidos           |
| 4   | Cuba                     |
| 5   | España                   |
| 6   | Brasil                   |
| 7   | Puerto Rico              |
| 8   | Canadá                   |
| 9   | México                   |
| 10  | Checoslovaquia           |
| 11  | Argentina                |
| 12  | Australia                |
| 13  | Filipinas                |
| 14  | República Centroafricana |

|                                    |
| Bandera de la Unión Soviética      |
| Campeón Unión Soviética 2.º título |

Nota: Se produjo un triple empate en cabeza con una sola derrota, que se resolvió por el "basket average" particular (URSS +8, Yugoslavia 0, EE. UU. -8). Del mismo modo se resolvió el triple empate en los puestos del 5 al 7, todos con cinco derrotas (España +18, Brasil +3, Puerto Rico -21).

## Formato de competición
El Campeonato se dividía en dos fases, primero una fase clasificatoria y luego una fase final. En la fase clasificatoria participaban 12 equipos divididos en tres grupos de cuatro equipos cada uno. Los 2 primeros clasificados de cada grupo pasarían a la fase final de consolación, para la cual estaban clasificados directamente Puerto Rico como anfitrión, y Yugoslavia como vigente campeón. Los 6 equipos no clasificados jugarían una fase final de consolación para decidir los puestos del 9 al 14.
Se adoptó un sistema de sedes "mixto", según el cual la mayoría de partidos de la fase de clasificación se celebraban en una sede principal, que era el Coliseo "Roberto Clemente" en la capital San Juan, mientras que todos los días se jugaban partidos en dos sedes secundarias, Caguas y Ponce. La fase final se jugó íntegramente en el Coliseo "Roberto Clemente" de San Juan, mientras que la fase final de consolación tuvo lugar en Caguas.
El sistema de competición era de liguilla, y los resultados de la fase clasificatoria valían para la fase final. Cabe destacar que el calendario establecido por la organización dejaba para el último día el enfrentamiento entre el primer clasificado del Grupo A y el del Grupo B, que previsiblemente serían la Unión Soviética y EE. UU., como así sucedió.

## Fase clasificatoria

### Grupo A
| Equipo                      | Pts | G | P | PF  | PC  | Dif  |
| --------------------------- | --- | - | - | --- | --- | ---- |
| 1. URSS                     | 6   | 3 | 0 | 314 | 188 | +126 |
| 2. Brasil                   | 4   | 2 | 1 | 254 | 211 | +43  |
| 3. México                   | 2   | 1 | 2 | 264 | 277 | -13  |
| 4. República Centroafricana | 0   | 0 | 3 | 184 | 340 | -156 |

- Partidos

| Partido         | Partido | Partido                  | Resultado      |
| --------------- | ------- | ------------------------ | -------------- |
| Unión Soviética | -       | República Centroafricana | 140-48 (72-23) |
| Brasil          | -       | México                   | 100-78 (46-27) |
| México          | -       | República Centroafricana | 106-82 (61-40) |
| Unión Soviética | -       | Brasil                   | 79-60 (39-25)  |
| Brasil          | -       | República Centroafricana | 94-54 (46-41)  |
| Unión Soviética | -       | México                   | 95-80 (46-41)  |

### Grupo B
| Equipo            | Pts | G | P | PF  | PC  | Dif  |
| ----------------- | --- | - | - | --- | --- | ---- |
| 1. Estados Unidos | 6   | 3 | 0 | 358 | 242 | +116 |
| 2. España         | 4   | 2 | 1 | 284 | 288 | -4   |
| 3. Argentina      | 2   | 1 | 2 | 286 | 295 | -9   |
| 4. Filipinas      | 0   | 0 | 3 | 260 | 363 | -103 |

- Partidos

| Partido        | Partido | Partido   | Resultado      |
| -------------- | ------- | --------- | -------------- |
| Estados Unidos | -       | Filipinas | 135-85 (57-38) |
| España         | -       | Argentina | 96-89 (44-47)  |
| Argentina      | -       | Filipinas | 111-90 (59-48) |
| Estados Unidos | -       | España    | 114-71 (59-41) |
| España         | -       | Filipinas | 117-85 (59-41) |
| Estados Unidos | -       | Argentina | 109-86         |

### Grupo C
| Equipo            | Pts | G | P | PF  | PC  | Dif |
| ----------------- | --- | - | - | --- | --- | --- |
| 1. Cuba           | 6   | 3 | 0 | 233 | 218 | +15 |
| 2. Canadá         | 4   | 2 | 1 | 242 | 224 | +18 |
| 3. Checoslovaquia | 2   | 1 | 2 | 224 | 228 | -4  |
| 4. Australia      | 0   | 0 | 3 | 232 | 261 | -29 |

- Partidos

| Partido        | Partido | Partido        | Resultado     |
| -------------- | ------- | -------------- | ------------- |
| Canadá         | -       | Australia      | 80-69 (40-36) |
| Cuba           | -       | Checoslovaquia | 61-60 (26-30) |
| Cuba           | -       | Australia      | 92-79 (48-49) |
| Canadá         | -       | Checoslovaquia | 83-75 (40-43) |
| Checoslovaquia | -       | Australia      | 89-84 (46-38) |
| Cuba           | -       | Canadá         | 80-79 (42-46) |

## Fase final
Nota: se convalidan los partidos URSS-Brasil, Estados Unidos-España y Cuba-Canadá de la fase de clasificación. Yugoslavia y Puerto Rico se clasifican directamente para esta fase.
- Partidos

| Partido         | Partido | Partido         | Resultado              |
| --------------- | ------- | --------------- | ---------------------- |
| Yugoslavia      | -       | Brasil          | 84-60 (35-31)          |
| Estados Unidos  | -       | Puerto Rico     | 94-76 (52-22)          |
| Unión Soviética | -       | España          | 100-71 (45-37)         |
| Yugoslavia      | -       | Cuba            | 101-83 (54-44)         |
| Estados Unidos  | -       | Canadá          | 115-94 (55-37)         |
| España          | -       | Puerto Rico     | 102-86 (50-43)         |
| Yugoslavia      | -       | Unión Soviética | 82-79 (45-46)          |
| Estados Unidos  | -       | Cuba            | 83-70 (47-41)          |
| Brasil          | -       | Puerto Rico     | 73-68 (34-33)          |
| Canadá          | -       | España          | 86-73 (52-41)          |
| Unión Soviética | -       | Cuba            | 83-66 (41-36)          |
| Brasil          | -       | Canadá          | 75-74 (32-28)          |
| Yugoslavia      | -       | Puerto Rico     | 93-85 (41-31)          |
| Yugoslavia      | -       | Canadá          | 102-99 (53-60 y 90-90) |
| Cuba            | -       | España          | 84-75 (39-38)          |
| Estados Unidos  | -       | Brasil          | 103-83 (45-32)         |
| Unión Soviética | -       | Puerto Rico     | 87-76 (44-39)          |
| España          | -       | Brasil          | 93-91 (44-37 y 81-81)  |
| Estados Unidos  | -       | Yugoslavia      | 91-88 (41-50)          |
| Unión Soviética | -       | Canadá          | 92-60 (47-29)          |
| Puerto Rico     | -       | Cuba            | 98-97 (34-43 y 84-84)  |
| Yugoslavia      | -       | España          | 79-71 (37-35)          |
| Unión Soviética | -       | Estados Unidos  | 105-94 (55-55)         |
| Cuba            | -       | Brasil          | 85-80 (33-54)          |
| Puerto Rico     | -       | Canadá          | 79-74 (37-29)          |

## Plantilla de los equipos medallistas
1 Unión Soviética: Jurij Pavlov, Modestas Paulauskas, Valeri Miloserdov, Aleksandr Sálnikov, Alexander Boloshev, Ivan Edeshko, Serguéi Belov, Priit Tomson, Aleksandr Charčenkov, Aleksandr Belov, Vladimir Zhigili.Entrenador: Vladimir Kondrašin
2 Yugoslavia: Krešimir Ćosić, Drazen Dalipagic, Dragan Kićanović, Nikola Plecas, Vinko Jelovac, Zoran Slavnic, Zeljko Jerkov, Rato Tvrdić, Damir Solman, Zarko Knezevic, Dragan Kapicic, Milun Marovic (Entrenador: Mirko Novosel)
3 Estados Unidos: John Lucas, Tom Boswell, Joe Meriweather, Rick Schmidt, Rich Kelley, Quinn Buckner, Myron Wilkins, Steve Grote, Luther Burden, Frank Oleynick, Eugene Short, Gus Gerard (Entrenador: Gene Bartow)

## Máximos anotadores de la Fase Final
- Wayne Brabender (España) 146 (20.8)
- Alejandro Urgelles (Cuba) 136 (19.8)
- Dragan Kicanovic (Yugoslavia) 137 (19.5)
- John Lucas (EE. UU.) 133 (19)
- Luther Burden (EE. UU.) 132 (18.8)
- Aleksander Salnikov (Unión Soviética) 131 (18.7)
- Aleksander Belov (Unión Soviética) 107 (15.2)
- James Russell (Canadá) 106 (15.1)
- Luis Miguel Santillana (España) 104 (14.8)
- Adilson de Freitas Nascimento (Brasil) 101 (14.4)

## Máximos reboteadores de la Fase Final
- Ken McKenzie (Canadá) 64 (9.1)
- Rich Kelley (EE. UU.) 56 (8)
- Luis Miguel Santillana (España) 53 (7.5)
- Kresimir Kosic (Yugoslavia) 51 (7.2)
- Tom Boswell (EE. UU.) 50 (7.1)
- Maciel Ubiratan Perreira (Brasil) 49 (7)
- Alejandro Urgelles (Cuba) 49 (7)
- Gus Gerard (EE. UU.) 44 (6.2)
- Adilson de Freitas Nascimento (Brasil) 43 (6.1)
- Joe Meriweather (EE. UU.) 42 (6)

| Predecesor: Yugoslavia 1970 | Campeonato Mundial de Baloncesto VII edición | Sucesor: Filipinas 1978 |

- Datos: Q810335